# San Agustín Acasaguastlán
San Agustín Acasaguastlán é uma cidade da Guatemala do departamento de El Progreso.